# Сюе Хайфен
Сюе Хайфен  (кит.: 薛 海峰, 13 січня 1980) — китайський лучник, олімпійський медаліст.

## Виступи на Олімпіадах
| Олімпіада  | Дисципліна | Місце |
| ---------- | ---------- | ----- |
| Афіни 2004 | особисті   | 12    |
| Пекін 2008 | особисті   | 43T   |
| Пекін 2008 | командні   | 3     |